# Ceraclea senilis
Ceraclea senilis – gatunek owada z rzędu chruścików i rodziny Leptoceridae. Larwy prowadzą wodny tryb życia.
Gatunek euroazjatycki, nie występuje na Półwyspie Iberyjskim, Apenińskim, w Pirenejach i Islandii, larwy zasiedlają jeziora i estuaria (Botosaneanu i Malicky 1978). Limnefil.
Podawany jako częsty gatunek w jez. Wigry (Demel 1923), lecz można mieć wątpliwości co do poprawnego oznaczenia. Larwy złowione w jez. Skonał wśród rdestnic oraz starorzeczach doliny Narwi i Biebrzy.
Występuje w jeziorach i zalewach morskich Finlandii, w jeziorach i lambinach Karelii, w rdestnicach. Imagines łowione nad ultraeutroficznymi jeziorami Łotwy, jeziorami i ciekami Estonii, także w okolicach jez. Ładoga i na Litwie nad jez. eutroficznym. Ponadto imagines poławiane nad nimfeidami i osoką w Holandii, Balatonem oraz włoskim jez. Chiusi. Larwy spotykane w Dolinie Wołgi na gąbkach.